# Plaça del Doctor Letamendi
La plaça del Doctor Letamendi es troba a l'intersecció dels carrers d'Aragó i d'Enric Granados, a l'Eixample de Barcelona. Està dedicada a Josep de Letamendi i de Manjarrés (Barcelona, 1828 - Madrid, 1897), metge, músic, pintor, filòsof i poeta barceloní.
Al mig de la plaça hi ha uns jardins on destaquen unes palmeres washingtònies, uns arbustos de margalló (Chamaerops humilis) i una iuca peu d'elefant (Yucca elephantipes). Les fileres de xicrandes (Jacaranda mimosifolia). També hi ha la font de la Pagesa, realitzada el 1913 per Eduard B. Alentorn dins d'un conjunt de tres fonts elaborades per a la Comissió d'Eixample de Barcelona (les altres són la font de la Palangana, al carrer del Bruc amb l'avinguda Diagonal, i la de la Tortuga, a la plaça de Goya). Elaborada en bronze sobre base de pedra, representa la faula de la lletera, una jove camperola que pensa en el que faria amb els diners guanyats amb la venda de la llet i la perd en caure-li el càntir pel camí.